# 김경수 (2000년)
김경수(2000년 12월 5일 ~ )는 대한민국의 축구 선수이며, 포지션은 미드필더이다.